# Philippe Kemel
Philippe Kemel, né le 28 juin 1948 à Emmerin (Nord), est un homme politique français, membre du Parti socialiste.
Il est maire de Carvin depuis 2001 et député pour la onzième circonscription du Pas-de-Calais de 2012 à 2017, où il a été élu face à Marine Le Pen et Jean-Luc Mélenchon. Il est battu en 2017 par Marine Le Pen.

## Biographie

### Formation et carrière
Philippe Kemel a effectué son cycle de secondaire au lycée de Gondecourt et effectué des études de sciences économiques, sociologie et expertise comptable à Lille. Économiste et sociologue de formation, il enseigne l’économie logistique à l’Université de Lille 3 et exerce une activité d'expertise comptable pour les entreprises.

### Parcours politique
Il adhère au Parti socialiste en 1974, « au moment de la première candidature de François Mitterrand. Je venais du PSU, j'avais 26 ans, c'était le début de l'Union de la gauche. Dès 1977, j'ai été candidat sur la liste municipale à Carvin. J'ai été élu sur la liste d'union de la gauche pour la première fois en 1983 et depuis j'ai toujours été élu dans cette ville ».
Il devient maire de Carvin en 2001.

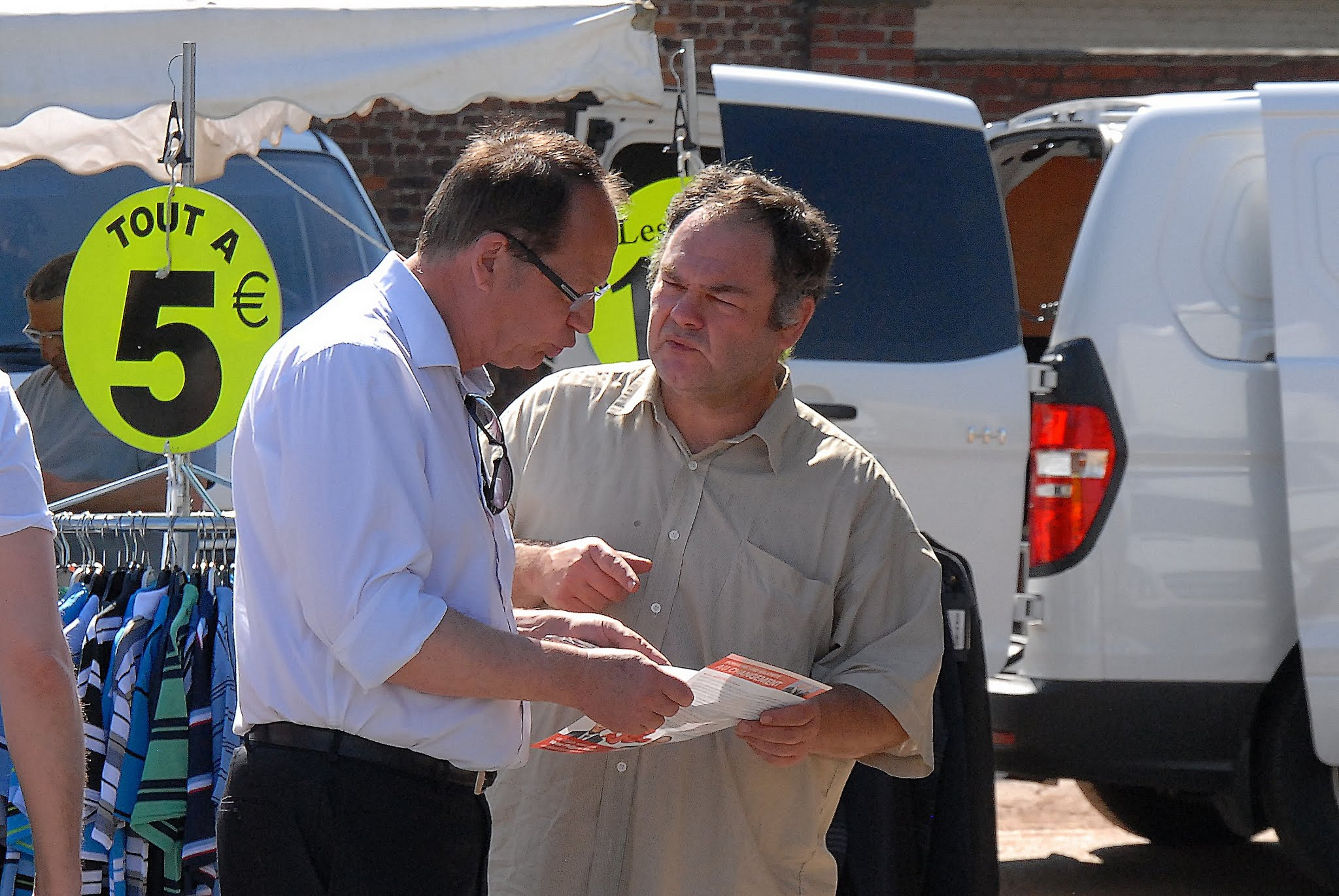
Philippe Kemel durant la campagne des élections législatives de 2012.

Conseiller régional du Nord-Pas-de-Calais de 2000 à 2012, il est vice-président délégué aux lycées à partir de 2004 et à l’apprentissage à partir de 2010, sous la présidence de Daniel Percheron.
Par ailleurs, il est responsable de Delta 3 en 2009, la plateforme logistique de Dourges, d'envergure européenne. Le conseil d'administration de Delta 3 l'a élu président, le 21 janvier 2009, il succède à Albert Facon. Il a été président d’une association d’économie solidaire pendant 15 ans (création de 1500 entreprises).[réf. nécessaire]
Il est élu député le 17 juin 2012 dans la onzième circonscription du Pas-de-Calais, après une campagne très médiatisée où il aura battu Jean-Luc Mélenchon dès le premier tour et emporté une très courte victoire sur Marine Le Pen au second tour. Son suppléant est Christian Musial. Il est membre de la commission des Affaires économiques et occupe la place no 265 dans l’hémicycle de l'Assemblée nationale.
Candidat à sa réélection aux élections législatives de 2017 dans le Pas-de-Calais, il arrive en troisième au premier tour, derrière Marine Le Pen et Anne Roquet, la candidate de La République en marche.
À la suite de l'élection de Jean-Pierre Corbisez au Sénat, il est désigné comme candidat pour lui succéder à la tête de l'agglomération, à la suite d'un vote interne au groupe majoritaire, mais est battu par Christophe Pilch.

## Détail des mandats et fonctions

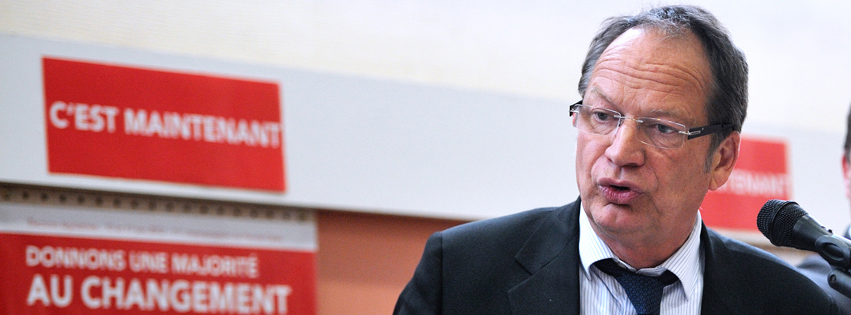
Déclaration de candidature de Philippe Kemel

- Maire de Carvin depuis le 19 mars 2001 ;
- Député pour la onzième circonscription du Pas-de-Calais du 20 juin 2012 au 20 juin 2017 ;
- Vice-président du conseil régional du Nord-Pas-de-Calais jusqu'en décembre 2012.